# Dula
Dula ili doula je žena koja pruža psihičku i praktičnu podršku drugoj ženi za vrijeme trudnoće, poroda i babinja. Riječ doula dolazi iz starogrčkog jezika, a značila je "ona koja služi" odnosno sluškinja, robinja. Neke doule pružaju ženama podršku u slučaju spontanog pobačaja, prekida trudnoće ili liječenja neplodnosti. Osim što pruža podršku ženi, doula pruža podršku i drugim članicama i članovima obitelji.
Doula nije zdravstvena radnica i ne pruža zdravstvenu zaštitu, odnosno nema kliničku ulogu. U prošlosti, žene koje su imale iskustvo trudnoće, poroda i babinja bile su kontinuirana podrška ženama koje su prvi puta prolazile kroz to iskustvo. Međutim, s vremenom, sve je manje žena rađalo kod kuće i na porod su odlazile u bolnicu gdje je kontinuirana podrška rodiljama postala iznimka, a ne standard. Suvremene bolničke prakse u području skrbi za rodilju smanjile su dostupnost primalje i njezinu podršku ženi tijekom trudnoće, poroda i babinja. Zdravstvena skrb žena postala je fragmentirana što je dovelo do diskontinuiteta zdravstvene skrbi zbog čega žena tijekom trudnoće, poroda i babinja dolazi u kontakt s velikim brojem zdravstvenih radnika. „Intrapartalna njega treba biti dizajnirana s minimalnim zahvatima kako bi rezultirala zdravom majkom i djetetom te pozitivnim iskustvom poroda“, a na pozitivno iskustvo žene  utječe nekoliko čimbenika od kojih su neki ispunjenje očekivanja i normalan porod bez intervencija. Neki aspekti poroda rodiljama se čine važnijima od drugih, a to su prisutnost podrške tijekom trudova i poroda. Kontinuirana podrška nije prikladna samo za ženu, ona također rezultira manjom potrebom za ublažavanjem boli, kraćim trajanjem poroda, normalnijim porodom i boljim ishodom za dijete. Kontinuirana podrška tijekom poroda može poboljšati ishode za žene i novorođenčad što uključuje veći broj spontanih vaginalnih poroda, kraće trajanje poroda i manji broj poroda carskim rezom, instrumentalni vaginalni porod, korištenje bilo koje analgezije, primjena regionalne analgezije, nisku petominutnu Apgar ocjenu i negativne osjećaje o iskustvu poroda. S druge strane, nisu pronađeni nikakvi dokazi o štetnosti kontinuirane skrbi tijekom poroda.
S obzirom na to da mnoge rodilje tješi i ohrabruje kontinuirana prisutnost druge osobe za vrijeme trudova i poroda kakva u rodilištima često nije moguća, podrška doule je sve češća. Moderna opstetrička, tj. ginekološka skrb često znači da će rodilje tijekom poroda iskusiti rutinske postupke što uključuje i kaskadu intervencija. To može imati štetne učinke na kvalitetu, ishod i iskustvo skrbi tijekom poroda. Podrška tijekom poroda može poboljšati fiziološke procese poroda kao i osjećaj kontrole i povjerenja rodilje u vlastitu snagu i sposobnost rađanja. To može smanjiti potrebu za opstetričkim intervencijama i zbog toga može poboljšati porođajno iskustvo rodilje.

## Povijest i etimologija
Pratnja na porodu koja rodilji pruža podršku tijekom trudova, poroda i postpartuma, odnosno babinja, datira još iz prapovijesti, o čemu svjedoče arheološki nalazi, rezbarije u kamenu te antropološka istraživanja. Suvremena uloga doule prvi je put proizašla iz pokreta za prirodan porod u Sjedinjenim Američkim Državama 1960-ih godina kada su žene počele izražavati želju za porodom bez lijekova i intervencija i kada su tijekom trudnoće tražile podršku prijateljice ili nekoga s formalnim ili praktičnim znanjem o porodu.

## Prednosti podrške doule za rodilju[13]
Istraživanja pokazuju da općenito rodilje koje imaju kontinuiranu podršku tijekom trudova i poroda imaju:
- 39% manji rizik od dovršetka poroda carskim rezom

- 15% veću vjerojatnost spontanog vaginalnog poroda

- 10% manji rizik za korištenje lijekova za ublažavanje boli

- kraće trudove u prosjeku za 41 minutu

- 38% manji rizik za dijete od niskog Apgara

- 31% manji rizik od nezadovoljstva iskustvom poroda

## Doule u Hrvatskoj
Doule u Hrvatskoj prisutne su već oko 15 godina.